# Karshomyia mira
Karshomyia mira är en tvåvingeart som beskrevs av Gagne 1973. Karshomyia mira ingår i släktet Karshomyia och familjen gallmyggor.
Artens utbredningsområde är Maryland. Inga underarter finns listade i Catalogue of Life.